# Элея
Эле́я (др.-греч. Έλέα, Велия, лат. Velia) — древний город, греческая колония в Лукании, на берегу Тирренского моря, всего в 25 км к юго-востоку от Пестума. Развалины Элеи ныне находятся в городской черте Ашеа (Кампания, 90 км южнее Неаполя). Они неплохо сохранились и составляют памятник Всемирного наследия.

## История
Основана ок. 535 года до н. э. фокейцами из Малой Азии, покинувшими отечество после завоевания полководцем Кира, Гарпагом, греческих городов Малоазиатского побережья. Согласно Геродоту (1:163-167), первопоселенцы перебрались на остров Хиос, затем на Кирн (где они основали город Алалию и пробыли пять лет) и, вытесненные карфагенянами и этрусками, закрепились на итальянском побережье Тирренского моря в стране, называемой Энотрия. Там они изгнали аборигенов вглубь полуострова и поселились на побережье. Первоначально город назывался Хилея, а затем Элея. Город прославился своими философами: Парменидом, основателем элеатской философской школы, и Зеноном. Из Элеи был также родом философ-софист и ритор Алкидамант. В 275 г. Элея стала союзником Рима, окончательно же подчинилась римлянам в 90 до н. э. Была покинута жителями в Средние века из-за непрестанных набегов сарацин.